# Гарвардская школа бизнеса
Гарвардская школа бизнеса (англ. Harvard Business School, также известна как HBS) — высшее учебное заведение, расположенное в Бостоне, штат Массачусетс, США. Часть Гарвардского университета. Школа предлагает полную программу прохождения обучения по программе MBA (Master of Business Administration), а также докторские и многие другие программы повышения квалификации и получения образования. Школа владеет издательством Harvard Business School Publishing, которое регулярно издаёт книги по бизнес-тематике, онлайн-менеджменту, корпоративному управлению, «кейс-стадис» и другому, а также ежемесячный новостной журнал Harvard Business Review.
Школа находится на шестом месте в списке американских бизнес-школ, опубликованном в издании U.S. News & World Report , и занимает первое место в глобальном списке издания Financial Times (Financial Times Global MBA Rankings 2006), находясь выше таких школ, как Уортонская школа бизнеса (англ. Wharton School of Business) Университета Пенсильвании и Стэнфордская высшая школа бизнеса (англ. Stanford Graduate School of Business). Постоянно находится в первой десятке американского и всемирного списка бизнес-школ, входит в число шести бизнес-школ университетов Лиги плюща.

## История
Школа была основана в 1908 году. В первый год её существования в ней обучались 59 студентов. Впервые введя в процесс обучения методику «кейс-стадис» (теоретического и практического обучения на вполне конкретных примерах из реальной жизни, их разбору и прорабатыванию возможных действий), HBS испытала настоящий взрыв прироста численности студентов, чьё ежегодное количество за 10 лет достигло 500 человек. В 1926 году школа переезжает с первоначального месторасположения на Кембриджской набережной реки Чарльз в Олстон, город-спутник Бостона. Лица женского пола были впервые допущены к занятиям на стандартной двухгодичной основе MBA в 1965 году. Ректор HBS — Нитин Нориа.

## Знаменитые выпускники

### Магистр делового администрирования
Билл Экман, 1992 — управляющий хедж-фондом
Джеймс Даймон, 1982 — главный исполнительный директор и председатель совета директоров JPMorgan Chase
Сет Кларман — миллиардер, управляющий хедж-фондом; основатель The Baupost Group
Джеффри Скиллинг, 1979 — бывший главный исполнительный директор компании Enron; осужден за мошенничество с ценными бумагами и инсайдерскую торговлю